# وزارت فرهنگ دانمارک

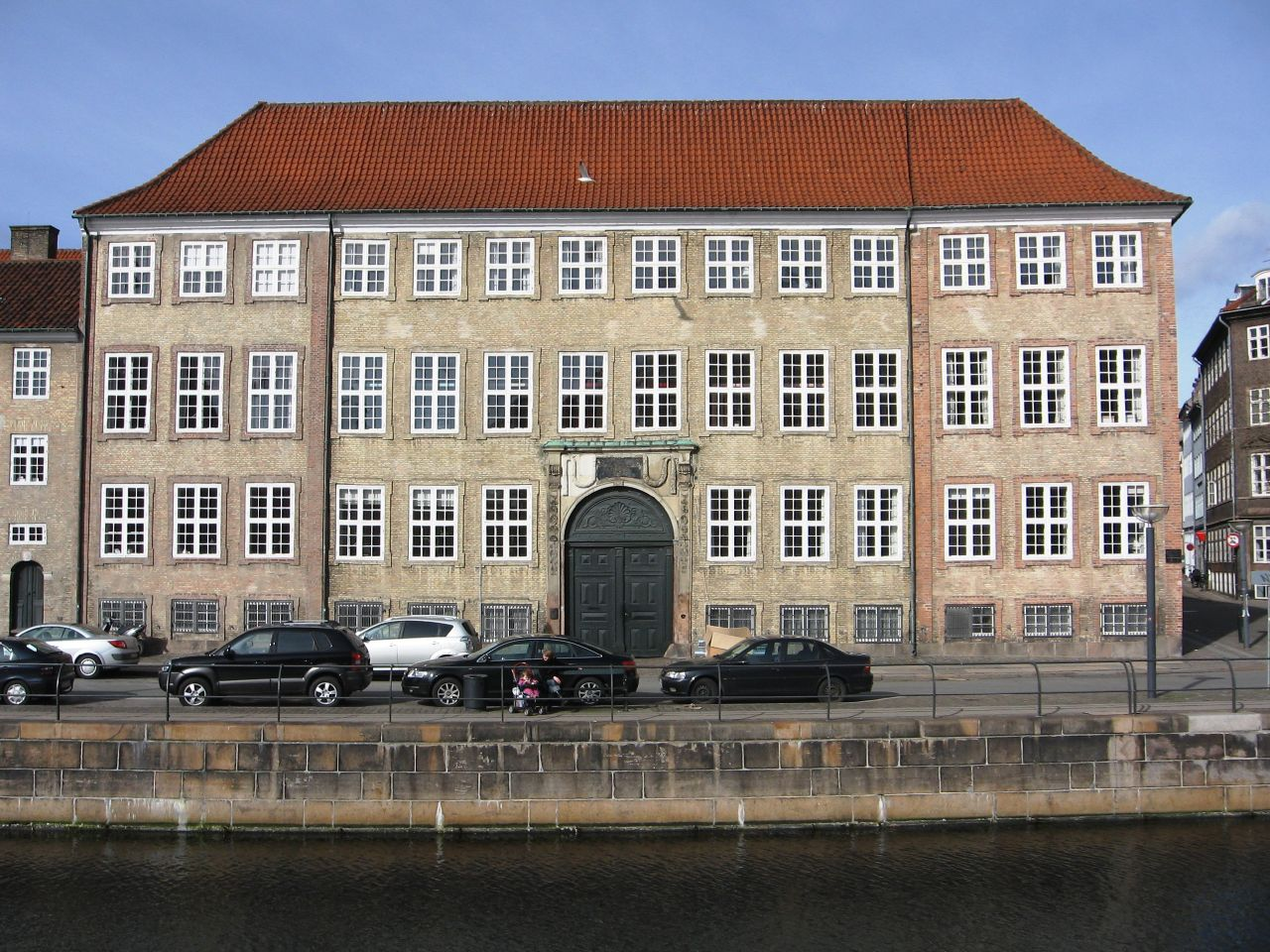
ساختمان وزارت فرهنگ دانمارک

وزارت فرهنگ دانمارک (به دانمارکی: Kulturministeriet) یک وزارت در دولت دانمارک است که مسئولیت امور فرهنگ، ورزش و رسانه را دارد. 

## تاریخچه
وزارت فرهنگ دانمارک برای نخستین بار در سال ۱۹۶۱ میلادی با حضور جولیوس بومولت وزیر وقت شروع به کار کرد.

## سازمان‌ها و مؤسسه‌ها

### سازمان‌ها
- سازمان میراث فرهنگی دانمارک
- بنیاد هنر دانمارک
- دفتر کتابخانه‌ها و رسانه‌های دانمارکی

### مؤسسه‌های آموزشی
- آموزشگاه سلطنتی هنرهای زیبا دانمارک
- دانشکده ملی فیلم
- دانشکده سلطنتی تئاتر دانمارک
- دانشکده طراحی دانمارک
- دانشکده سلطنتی کتابداری و اطلاع‌رسانی

### مؤسسه‌های وابسته
- کتابخانه سلطنتی دانمارک